# Выборы в Европейский парламент в Чехии (2009)
Выборы в Европарламент в Чехии в 2009 году проходили 5 и 6 июня. Вместо прежних 24 представителей от Чехии в новый состав Европарламента должны были войти 22 депутата. Явка на выборах составила 28,22%.

## Результаты
| Партия                                                           | Голосов          | Мест | Δ       |
| ---------------------------------------------------------------- | ---------------- | ---- | ------- |
| Гражданская демократическая партия                               | 741 946 (31,45%) | 9    | ▬       |
| Чешская социал-демократическая партия                            | 528 132 (22,39%) | 7    | ▲ 5     |
| Коммунистическая партия Чехии и Моравии                          | 334 577 (14,18%) | 4    | ▼ 2     |
| Христианско-демократический союз — Чехословацкая народная партия | 180 451 (7,65%)  | 2    | ▬       |
| Суверенитет — Партия здравого смысла                             | 100 514 (4,26%)  | 0    | Впервые |
| Европейская демократическая партия                               | 68 152 (2,88%)   | 0    | Впервые |
| Общественные дела                                                | 56 636 (2,4%)    | 0    | Впервые |

## Депутаты от Чехии в новом составе Европарламента
- Ян Бршезина — Христианско-демократический союз — Чехословацкая народная партия
- Зузана Бржобогата — Чешская социал-демократическая партия
- Милан Кабрнох — Гражданская демократическая партия
- Андреа Чешкова — Гражданская демократическая партия
- Роберт Душек — Чешская социал-демократическая партия
- Гинек  Файмон — Гражданская демократическая партия
- Рихард Фальбр — Чешская социал-демократическая партия
- Иржи Гавел — Чешская социал-демократическая партия
- Яромир Когличек — Коммунистическая партия Чехии и Моравии
- Эдвард Кожушник — Гражданская демократическая партия
- Иржи Машталька — Коммунистическая партия Чехии и Моравии
- Мирослав Оузкий (чеш. Miroslav Ouzký) — Гражданская демократическая партия
- Павел Поц — Чешская социал-демократическая партия
- Милослав Рансдорф — Коммунистическая партия Чехии и Моравии
- Владимир Ремек — Коммунистическая партия Чехии и Моравии
- Зузана Ройтова — Христианско-демократический союз — Чехословацкая народная партия
- Либор Роучек — Чешская социал-демократическая партия
- Ольга Сегналова — Чешская социал-демократическая партия
- Иво Стрейчек — Гражданская демократическая партия
- Евжен Тошеновский — Гражданская демократическая партия
- Олдржих Власак — Гражданская демократическая партия
- Ян Заградил — Гражданская демократическая партия